# Aquilegia thalictrifolia
Aquilegia thalictrifolia är en ranunkelväxtart som beskrevs av Heinrich Wilhelm Schott och Kotschy. Aquilegia thalictrifolia ingår i släktet aklejor, och familjen ranunkelväxter. Inga underarter finns listade i Catalogue of Life.

## Bildgalleri

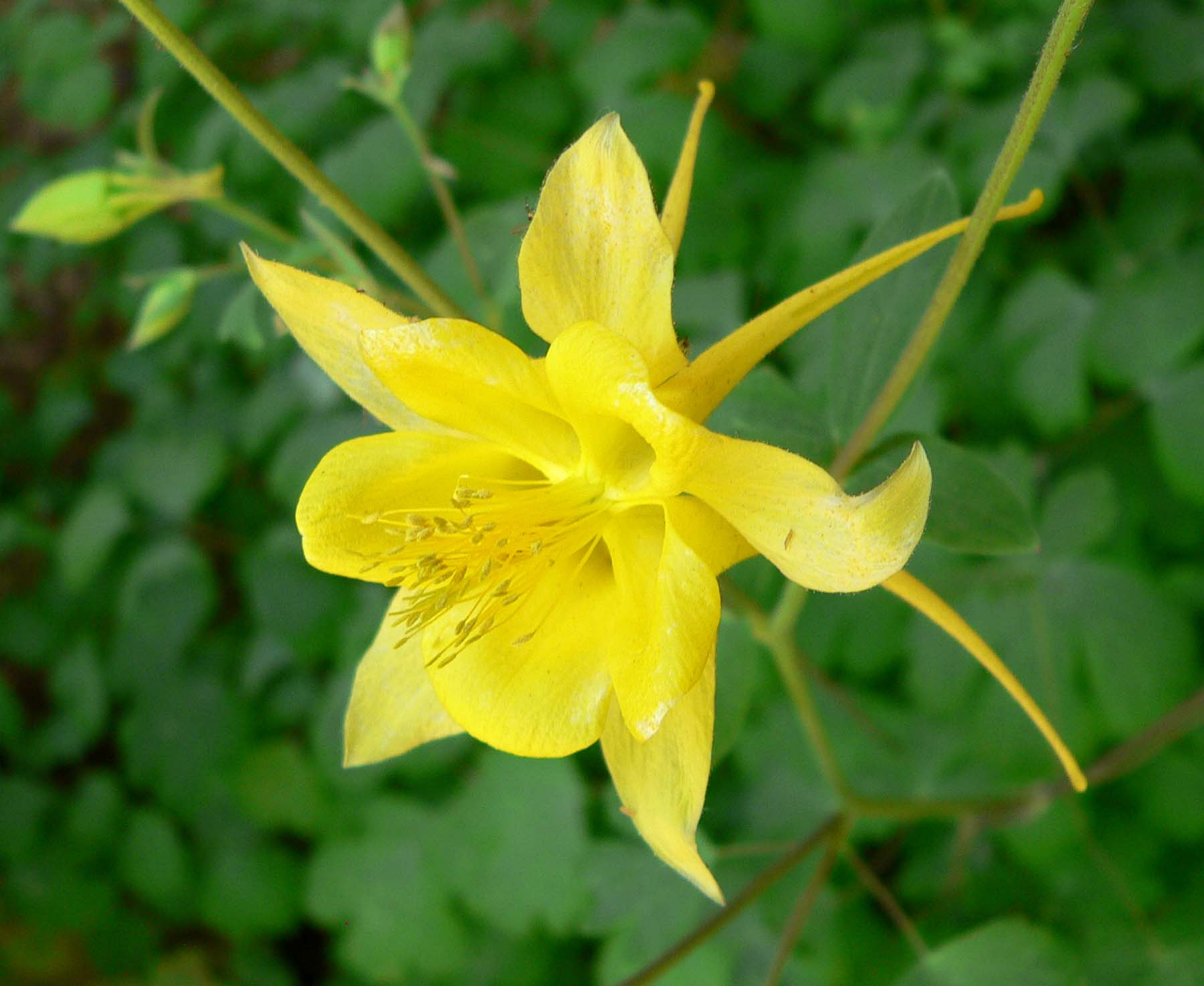